# Taxithelium gottscheanum
Taxithelium gottscheanum är en bladmossart som beskrevs av Brotherus 1908. Taxithelium gottscheanum ingår i släktet Taxithelium och familjen Sematophyllaceae. Inga underarter finns listade i Catalogue of Life.